# Fudbalski Klub Bregalnica Štip
Il Fubalski Klub Bregalnica Štip (in lingua macedone Фудбалски Клуб Брегалница Штип) è una società calcistica macedone con sede nella città di Štip. Milita nella Vtora liga, la seconda divisione del campionato macedone di calcio.
Fondato nel 1921, il club ha come colore sociale il blu. Vanta quattro titoli della Repubblica Socialista di Macedonia (1964, 1967, 1976, 1984) e una Coppa di Macedonia, vinta nel 1981.

## Palmarès

### Competizioni nazionali
- Campionato della Repubblica Socialista di Macedonia: 4

1963-1964, 1966-1967, 1975-1976, 1983-1984
- Vtora Liga: 2

2003-2004, 2020-2021

### Altri piazzamenti
- Coppa di Macedonia:

Semifinalista: 2005-2006, 2013-2014, 2015-2016, 2019-2020
- Vtora Liga:

Terzo posto: 2016-2017

## Rosa delle stagioni precedenti
- 2017-2018